# Myndigheten för beredskap och insatser vid hälsokriser
Myndigheten för beredskap och insatser vid hälsokriser (engelska: Health Emergency Preparedness and Response Authority, Hera) är en avdelning inom Europeiska kommissionen som inrättades den 16 september 2021. Avdelningen har till uppgift att ”förbättra beredskapen och insatserna vid allvarliga gränsöverskridande hot i fråga om medicinska motåtgärder”. Den inrättades mot bakgrund av covid-19-pandemin.